# UFC 290
UFC 290: Volkanovski vs. Rodríguez fue un evento de artes marciales mixtas producido por Ultimate Fighting Championship que tuvo lugar el 8 de julio de 2023 en el T-Mobile Arena en Paradise, Nevada, parte del área metropolitana de Las Vegas, Estados Unidos.

## Antecedentes
El combate de unificación del Campeonato de Peso Pluma de la UFC entre el actual campeón Alexander Volkanovski y el campeón interino Yair Rodríguez encabezó el evento.
En el evento tuvo lugar un combate por el Campeonato de Peso Mosca de la UFC entre el actual bicampeón Brandon Moreno y Alexandre Pantoja. Ambos se enfrentaron por primera vez en un combate de exhibición en The Ultimate Fighter: Tournament of Champions en 2016 que ganó Pantoja por sumisión en el segundo asalto. También se enfrentaron en UFC Fight Night: Maia vs. Usman en 2018 que ganó Pantoja por decisión unánime. Se espera que Brandon Royval sirva como refuerzo y posible sustituto para este combate.
Un combate de peso medio entre Robert Whittaker y Dricus du Plessis tuvo lugar en este evento.
Un combate de peso wélter entre Robbie Lawler y Niko Price tuvo lugar en este evento.
Un combate de peso ligero entre Jalin Turner y Dan Hooker tuvo lugar en este evento. Anteriormente estaban programados para enfrentarse en UFC 285 pero Hooker se retiró debido a una lesión. En el pesaje, Turner pesó 158 libras, dos libras por encima del límite de peso ligero. El combate se celebró en un peso acordado y se le impuso una multa del 20% de su bolsa, que fue a parar a Hooker.
Se esperaba un combate de peso mosca entre Deiveson Figueiredo y Manel Kape par este evento. Sin embargo, Figueiredo se retiró a finales de abril tras no recibir el alta médica para competir. La UFC canceló oficialmente el combate el 13 de mayo después de que se anunciara que Figueiredo pasaría a la división de peso gallo. Ahora se espera que Kape se enfrente a Kai Kara-France en UFC 293.
Se esperaba un combate de peso gallo entre Christian Rodriguez y Cameron Saaiman para este evento. Sin embargo, Rodriguez se retiró a finales de junio y fue sustituido por Terrence Mitchell.
Se esperaba un combate de peso wélter entre Jack Della Maddalena y Sean Brady para este evento. Sin embargo, Brady se retiró una semana antes del evento debido a una infección en el codo por Streptococcus pyogenes. Fue sustituido por Josiah Harrell. A su vez, el día antes del evento, Harrell fue retirado del combate debido a que se le diagnosticó la enfermedad de moyamoya durante su revisión médica previa al combate.
Se esperaba un combate de peso medio entre Bo Nickal y Tresean Gore para este evento. Sin embargo, Gore se retiró pocos días antes del evento debido a una rotura de ligamentos en la muñeca. Fue sustituido por Valentine Woodburn.

## Resultados
1. ↑  Por el Campeonato de Peso Pluma de la UFC.
2. ↑  Por el Campeonato de Peso Mosca de la UFC.
3. ↑  Combate eliminatorio por el Campeonato de Peso Medio de la UFC.

## Premios de bonificación
Los siguientes luchadores recibieron bonificaciones de $50000 dólares.
- Pelea de la Noche: Brandon Moreno vs. Alexandre Pantoja
- Actuación de la Noche: Denise Gomes y Dricus du Plessis